# هيطل
هيطل هو الاسم التاريخي لبلاد ما وراء النهر.

## ما ذكره المؤرخون
قال المقدسي:
جانب هيطل: اعلم ان هذا الجانب أخصب بلاد الله تعالى وأكثرها خيرا وفقها وعماره ورغبه في العلم واستقامه في الدين واشدّ بأسا واغلظ رقابا وأدوم جهادا وأسلم صدورا وارغب في الجماعات مع يسار وعفّه ومعروف وضيافه وتعظيم لمن يفهم وعلى الجملة الإسلام به طرىّ والسلطان قوىّ والعدل ظاهر والفقيه ماهر والغنىّ سالم والمحترف عالم والفقير غانم قلّ ما يقحطون منابره أكثر من ان توصف ونواحيه أوسع من ان تنعت غير انّا قد اجتهدنا طاقتنا وأفرغنا استطاعتنا وهذه صورته ومثاله وقد جعلنا هذا الجانب ستّ كور واربعه نواح فاوّلها من قبل مطلع الشمس وحدّ الترك فرغانة ثم إسبيجاب ثم الشّاش ثم أشروسنه ثم الصّغد ثم بخاري وفي الصغد كلام كثير والنواحي إيلاق كشّ نسف الصّغانيان.
قال یاقوت الحموي:
هيْطل: (بالفتح ثم السكون، وفتح الطاء المهمله): اسم لبلاد ما وراء النهر وهي بخارى و سمرقند و خجند، وما بين ذلك وخلاله سمي بهيطل بن عالم ابن سام بن نوح، عليه السّلام، سار إليها في ولده من بابل عند تبلبل الألسن فاستوطنها وعمرها وسميت باسمه، وهو أخو خراسان بن عالم.
قال عبد المؤمن البغدادي:
هيطل بالفتح، ثم السكون، و فتح الطاء المهملة: اسم لبلاد ما وراء النهر، و هي بخارى و سمرقند و خجند، و ما بين ذلك.